# Andrzej Kłodnicki
Andrzej Kłodnicki herbu Łada – cześnik bracławski w 1736 roku,  komornik graniczny chełmski w latach 1739-1749.